# Niagara (film)
Niagara è un film del 1953 diretto da Henry Hathaway, che lanciò definitivamente la carriera di Marilyn Monroe.

## Trama

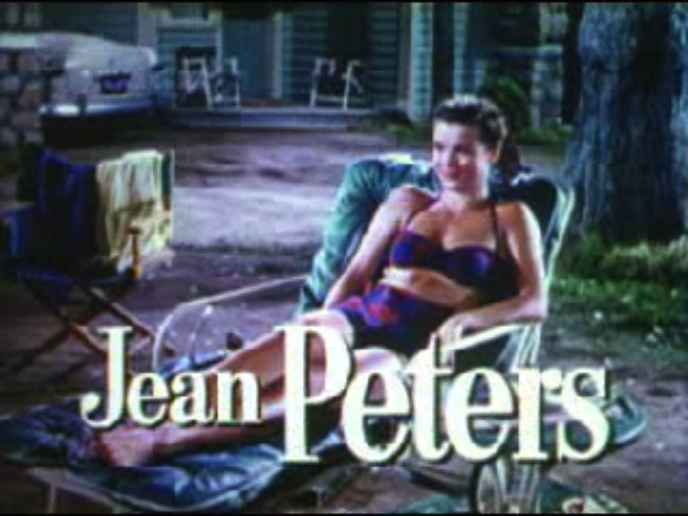
Jean Peters nel trailer del film

Una coppia di sposi formata da Polly (Molly nel doppiaggio italiano) e Ray Cutler decide di trascorrere la luna di miele, ritardata di tre anni per motivi economici, presso le cascate del Niagara. Una volta giunti a destinazione trovano lo chalet che avevano prenotato ancora occupato da un'altra coppia, formata da Rose e George Loomis, due coniugi in crisi matrimoniale, dovuta ai dubbi nutriti da quest'ultimo, che sospetta morbosamente che la moglie nasconda una relazione extraconiugale. I timori di George si trasformano in certezza. Insieme all'amante, Rose sta mettendo a punto un piano per uccidere il marito, ma il progetto va in fumo: per difendersi, sarà infatti George a uccidere l'amante, prima di darsi alla macchia, facendo credere di essere morto.
Al momento del riconoscimento del cadavere ritrovato nelle acque del fiume Niagara, Rose deve quindi capire che la persona morta non è il marito, ma proprio l'amante. Sotto choc per la notizia, Rose viene ricoverata in ospedale. Una volta ripresasi dal trauma, fugge dall'ospedale e cerca di tornare in territorio statunitense, ma viene braccata dal marito, il quale, preso dalla disperazione, la strangola. George intraprende in seguito la fuga rubando un battello, sul quale fortuitamente si trova anche Polly. Inseguito dalla polizia, George punta verso le cascate: a causa di un'avaria il battello finisce preda delle fortissime correnti, che stanno per trascinare i due passeggeri verso il salto mortale. In un ultimo gesto di generosità, George riesce però a salvare la vita di Polly, sacrificando la propria. Mentre lui rimane sul battello che precipita verso l'abisso, la polizia porta al sicuro Polly in elicottero.

## Produzione
Il film venne girato alle cascate di Niagara e negli 20th Century Fox Studios situati a Los Angeles, California.

## Colonna sonora
Nel film Marilyn canterà Kiss, canzone di Lionel Newman e Haven Gillespie.

## Critica
Alcuni critici concordano nel dire che si tratti di un brutto film ma l'interpretazione della protagonista, Marilyn Monroe, passerà alla storia per due motivi: si tratta del suo primo film in technicolor ed è l'unico film in cui interpreta un personaggio malvagio. Suscitò inoltre una certa attenzione l'abito scarlatto indossato da Marilyn Monroe in diverse scene del film.
Altri critici hanno elogiato il film, nel 2001, Robert Weston  scrisse: «Niagara è un buon film per i fan del noir che desiderano qualcosa di leggermente diverso. Per lo scenario, c'è un fantastico lavoro sulle location che mette in mostra gli aspetti mozzafiato delle cascate, e naturalmente, c'è Marilyn Monroe in una delle sue migliori interpretazioni.»
Sul sito Rotten Tomatoes il film ha un indice di gradimento del 78% sulla base di 23 recensioni, con una valutazione media di 6,6/10.

## Distribuzione
Il film venne distribuito in varie nazioni, fra cui:
- Stati Uniti d'America 21 gennaio 1953
- Svezia 20 marzo 1953
- Italia 4 settembre 1953
- Francia 11 agosto 1953
- Germania Ovest 9 ottobre 1953
- Danimarca 16 novembre 1953
- Finlandia 20 novembre 1953
- Austria gennaio 1954

La pellicola riscosse un grande successo al botteghino.

## Nella cultura di massa
L'artista statunitense Andy Warhol si ispirò a foto di Gene Korman scattate per questo film, per la realizzazione delle famose serigrafie raffiguranti il volto di Marilyn Monroe.